# Maikel van der Werff
Maikel van der Werff (Hoorn, 22 april 1989) is een Nederlandse voetballer die als verdediger speelt.

## Carrière
Hij debuteerde bij FC Volendam. Hij ging in de zomer van 2015 van PEC Zwolle, waarvoor hij 2,5 seizoen uitkwam, naar Vitesse. Een van zijn grootste prijzen won hij op 20 april 2014, toen hij met PEC Zwolle de KNVB Beker won. In de finale werd Ajax met 5–1 verslagen. Tevens won hij met Vitesse in 2017 de bekerfinale met 2–0 van AZ. Door dit resultaat won de club voor het eerst in hun 125-jarig bestaan de KNVB Beker. Bij aanvang van het seizoen 2018/2019 werd Van der Werff aanvoerder van Vitesse. Op 3 juli 2019 werd bekend dat Van der Werff transfervrij zou vertrekken naar het Amerikaanse FC Cincinnati. Na drie seizoenen in de Verenigde Staten keerde hij in januari 2022 terug bij zijn oude club PEC Zwolle. Hij tekende een contract tot het eind van het lopende seizoen.

### Carrièrestatistieken
| Seizoen                    | Club            | Land             | Competitie          | Competitie | Competitie | Beker | Beker | Internationaal | Internationaal | Overig | Overig | Totaal | Totaal |
| Seizoen                    | Club            | Land             | Competitie          | Wed.       | Dlp.       | Wed.  | Dlp.  | Wed.           | Dlp.           | Wed.   | Dlp.   | Wed.   | Dlp.   |
| -------------------------- | --------------- | ---------------- | ------------------- | ---------- | ---------- | ----- | ----- | -------------- | -------------- | ------ | ------ | ------ | ------ |
| 2008/09                    | FC Volendam     | Nederland        | Eredivisie          | 0          | 0          | 0     | 0     | –              | –              | –      | –      | 0      | 0      |
| 2009/10                    | FC Volendam     | Nederland        | Eerste divisie      | 19         | 1          | 0     | 0     | –              | –              | –      | –      | 19     | 1      |
| 2010/11                    | FC Volendam     | Nederland        | Eerste divisie      | 18         | 3          | 3     | 0     | –              | –              | 0      | 0      | 21     | 3      |
| 2011/12                    | FC Volendam     | Nederland        | Eerste divisie      | 18         | 6          | 0     | 0     | –              | –              | –      | –      | 18     | 6      |
| 2012/13                    | FC Volendam     | Nederland        | Eerste divisie      | 17         | 1          | 1     | 0     | –              | –              | 0      | 0      | 18     | 1      |
| 2012/13                    | PEC Zwolle      | Nederland        | Eredivisie          | 5          | 0          | 1     | 0     | –              | –              | –      | –      | 6      | 0      |
| 2013/14                    | PEC Zwolle      | Nederland        | Eredivisie          | 24         | 1          | 5     | 2     | –              | –              | –      | –      | 29     | 3      |
| 2014/15                    | PEC Zwolle      | Nederland        | Eredivisie          | 33         | 4          | 5     | 0     | 2              | 0              | 2      | 1      | 42     | 5      |
| 2015/16                    | Vitesse         | Nederland        | Eredivisie          | 26         | 0          | 1     | 0     | 1              | 0              | –      | –      | 28     | 0      |
| 2016/17                    | Vitesse         | Nederland        | Eredivisie          | 17         | 0          | 3     | 0     | –              | –              | –      | –      | 20     | 0      |
| 2017/18                    | Vitesse         | Nederland        | Eredivisie          | 12         | 0          | 1     | 0     | 1              | 0              | 2      | 0      | 16     | 0      |
| 2018/19                    | Vitesse         | Nederland        | Eredivisie          | 21         | 3          | 2     | 1     | 3              | 0              | 4      | 0      | 30     | 4      |
| 2019                       | FC Cincinnati   | Verenigde Staten | Major League Soccer | 11         | 0          | 0     | 0     | 0              | 0              | 0      | 0      | 11     | 0      |
| 2020                       | FC Cincinnati   | Verenigde Staten | Major League Soccer | 12         | 0          | 0     | 0     | 0              | 0              | 1      | 0      | 13     | 0      |
| 2021/22                    | PEC Zwolle      | Nederland        | Eredivisie          | 11         | 1          | 0     | 0     | 0              | 0              | 0      | 0      | 11     | 0      |
| Carrière totaal            | Carrière totaal | Carrière totaal  | Carrière totaal     | 244        | 20         | 22    | 3     | 7              | 0              | 9      | 1      | 282    | 24     |
| Bijgewerkt tot 21 mei 2022 |                 |                  |                     |            |            |       |       |                |                |        |        |        |        |

## Erelijst

### MetPEC Zwolle
| Competitie           | Winnaar | Winnaar | Runner-up | Runner-up |
| Competitie           | Aantal  | Jaren   | Aantal    | Jaren     |
| -------------------- | ------- | ------- | --------- | --------- |
| Nationaal            |         |         |           |           |
| KNVB Beker           | 1x      | 2013/14 | 1x        | 2014/15   |
| Johan Cruijff Schaal | 1x      | 2014    |           |           |

### MetVitesse
| Competitie           | Winnaar | Winnaar | Runner-up | Runner-up |
| Competitie           | Aantal  | Jaren   | Aantal    | Jaren     |
| -------------------- | ------- | ------- | --------- | --------- |
| Nationaal            |         |         |           |           |
| KNVB Beker           | 1x      | 2016/17 |           |           |
| Johan Cruijff Schaal |         |         | 1x        | 2017      |